# Sommer-Paralympics 2016/Teilnehmer (Portugal)
| stlisierte Goldmedaille | stlisierte Silbermedaille | stlisierte Bronzemedaille |
| ----------------------- | ------------------------- | ------------------------- |
| —                       | —                         | 4                         |

Portugal entsandte zwölf Athletinnen und 25 Athleten zu den Paralympischen Sommerspielen 2016 in Rio de Janeiro,  die in sieben Sportarten antraten. Fahnenträger für Portugal bei der Eröffnungsfeier war der Bocciaspieler Jose Carlos Macedo.

## Medaillen

### Medaillenspiegel
| Rang   | Sportart       | Gold | Silber | Bronze | Gesamt |
| ------ | -------------- | ---- | ------ | ------ | ------ |
| 1      | Boccia         | 0    | 0      | 2      | 2      |
| 1      | Leichtathletik | 0    | 0      | 2      | 2      |
| Gesamt | Gesamt         | 0    | 0      | 4      | 4      |

## Teilnehmer nach Sportart

### Boccia
| Mixed                                                               |            |                        |      |   |   |                       |               |               |               |               |               |    |
| Antonio Marques                                                     | Einzel BC1 | Zhang Q.               | 3:2  | 2 | 1 | J. Chagas de Oliveira | 4:3           | D. Perez      | 1:8           | Yoo W.-j.     | 1:8           | 4  |
| Antonio Marques                                                     | Einzel BC1 | J. Nagy                | 2:4  | 2 | 1 | J. Chagas de Oliveira | 4:3           | D. Perez      | 1:8           | Yoo W.-j.     | 1:8           | 4  |
| Antonio Marques                                                     | Einzel BC1 | D. Smith               | 9:3  | 2 | 1 | J. Chagas de Oliveira | 4:3           | D. Perez      | 1:8           | Yoo W.-j.     | 1:8           | 4  |
| Fernando Ferreira                                                   | Einzel BC2 | Yan Z.                 | 1:8  | 1 | 2 | ausgeschieden         | ausgeschieden | ausgeschieden | ausgeschieden | ausgeschieden | ausgeschieden | 9  |
| Fernando Ferreira                                                   | Einzel BC2 | Yeung H. L.            | 5:2  | 1 | 2 | ausgeschieden         | ausgeschieden | ausgeschieden | ausgeschieden | ausgeschieden | ausgeschieden | 9  |
| Cristina Goncalves                                                  | Einzel BC2 | J. Rowe                | 7:2  | 1 | 2 | ausgeschieden         | ausgeschieden | ausgeschieden | ausgeschieden | ausgeschieden | ausgeschieden | 9  |
| Cristina Goncalves                                                  | Einzel BC2 | W. Saengampa           | 4:7  | 1 | 2 | ausgeschieden         | ausgeschieden | ausgeschieden | ausgeschieden | ausgeschieden | ausgeschieden | 9  |
| Abilio Valente                                                      | Einzel BC2 | L. de Araujo           | 4:1  | 2 | 1 | W. Saengampa          | 1:12          | ausgeschieden | ausgeschieden | ausgeschieden | ausgeschieden | 5  |
| Abilio Valente                                                      | Einzel BC2 | Zhong K.               | 2*:2 | 2 | 1 | W. Saengampa          | 1:12          | ausgeschieden | ausgeschieden | ausgeschieden | ausgeschieden | 5  |
| Jose Carlos Macedo                                                  | Einzel BC3 | B. Garneau             | 7:2  | 2 | 1 | M. Bjurstroem         | 7:0           | Yoo W.-j.     | 1:6           | Kim H.-s.     | 5*:5          |    |
| Jose Carlos Macedo                                                  | Einzel BC3 | Choi Y.-j.             | 3:1  | 2 | 1 | M. Bjurstroem         | 7:0           | Yoo W.-j.     | 1:6           | Kim H.-s.     | 5*:5          |    |
| Mario Peixoto                                                       | Einzel BC3 | P. Wilson              | 2:4  | 0 | 3 | ausgeschieden         | ausgeschieden | ausgeschieden | ausgeschieden | ausgeschieden | ausgeschieden | 17 |
| Mario Peixoto                                                       | Einzel BC3 | K. Takahashi           | 2:4  | 0 | 3 | ausgeschieden         | ausgeschieden | ausgeschieden | ausgeschieden | ausgeschieden | ausgeschieden | 17 |
| Armando Costa                                                       | Einzel BC3 | E. de Oliveira         | 1:6  | 0 | 3 | ausgeschieden         | ausgeschieden | ausgeschieden | ausgeschieden | ausgeschieden | ausgeschieden | 17 |
| Armando Costa                                                       | Einzel BC3 | K. Vasicek             | 1:4  | 0 | 3 | ausgeschieden         | ausgeschieden | ausgeschieden | ausgeschieden | ausgeschieden | ausgeschieden | 17 |
| Domingos Vieira                                                     | Einzel BC4 | Seo H.                 | 3:5  | 1 | 3 | ausgeschieden         | ausgeschieden | ausgeschieden | ausgeschieden | ausgeschieden | ausgeschieden | 9  |
| Domingos Vieira                                                     | Einzel BC4 | Leung Y. W.            | 3:5  | 1 | 3 | ausgeschieden         | ausgeschieden | ausgeschieden | ausgeschieden | ausgeschieden | ausgeschieden | 9  |
| Domingos Vieira                                                     | Einzel BC4 | C. Morfi-Metzou        | 6:1  | 1 | 3 | ausgeschieden         | ausgeschieden | ausgeschieden | ausgeschieden | ausgeschieden | ausgeschieden | 9  |
| Pedro Clara                                                         | Einzel BC4 | S. McGuire             | 3:4  | 2 | 2 | Seo H.                | 2:5           | ausgeschieden | ausgeschieden | ausgeschieden | ausgeschieden | 5  |
| Pedro Clara                                                         | Einzel BC4 | D. Jose Pinto          | 6:5  | 2 | 2 | Seo H.                | 2:5           | ausgeschieden | ausgeschieden | ausgeschieden | ausgeschieden | 5  |
| Pedro Clara                                                         | Einzel BC4 | Lau W. Y.              | 5:3  | 2 | 2 | Seo H.                | 2:5           | ausgeschieden | ausgeschieden | ausgeschieden | ausgeschieden | 5  |
| Armando Costa Jose Carlos Macedo Mario Peixoto                      | Doppel BC3 | Vereinigtes Königreich | 4:3  | 1 | 3 | —                     | —             | ausgeschieden | ausgeschieden | ausgeschieden | ausgeschieden | 5  |
| Armando Costa Jose Carlos Macedo Mario Peixoto                      | Doppel BC3 | Singapur               | 1:5  | 1 | 3 | —                     | —             | ausgeschieden | ausgeschieden | ausgeschieden | ausgeschieden | 5  |
| Armando Costa Jose Carlos Macedo Mario Peixoto                      | Doppel BC3 | Griechenland           | 2:5  | 1 | 3 | —                     | —             | ausgeschieden | ausgeschieden | ausgeschieden | ausgeschieden | 5  |
| Domingos Vieira Carla Oliveira Pedro Clara                          | Doppel BC4 | Hongkong               | 2:6  | 0 | 4 | —                     | —             | ausgeschieden | ausgeschieden | ausgeschieden | ausgeschieden | 7  |
| Domingos Vieira Carla Oliveira Pedro Clara                          | Doppel BC4 | Vereinigtes Königreich | 4:11 | 0 | 4 | —                     | —             | ausgeschieden | ausgeschieden | ausgeschieden | ausgeschieden | 7  |
| Domingos Vieira Carla Oliveira Pedro Clara                          | Doppel BC4 | Slowakei               | 4:8  | 0 | 4 | —                     | —             | ausgeschieden | ausgeschieden | ausgeschieden | ausgeschieden | 7  |
| Fernando Ferreira Cristina Goncalves Antonio Marques Abilio Valente | Team BC1/2 | Argentinien            | 1:7  | 1 | 2 | Brasilien             | 6:5           | Japan         | 5:8           | Argentinien   | 6:2           |    |
| Fernando Ferreira Cristina Goncalves Antonio Marques Abilio Valente | Team BC1/2 | Slowakei               | 12:1 | 1 | 2 | Brasilien             | 6:5           | Japan         | 5:8           | Argentinien   | 6:2           |    |

### Judo
| Athleten      | Wettbewerb       | 1. Runde | 1. Runde | 1. Hoffnungsrunde | 1. Hoffnungsrunde | Viertelfinale | Viertelfinale | 2. Hoffnungsrunde | 2. Hoffnungsrunde | Halbfinale    | Halbfinale    | Kampf um Gold/Bronze | Kampf um Gold/Bronze | Rang |
| Athleten      | Wettbewerb       | Gegner   | Erg.     | Gegner            | Erg.              | Gegner        | Erg.          | Gegner            | Erg.              | Gegner        | Erg.          | Gegner               | Erg.                 | Rang |
| ------------- | ---------------- | -------- | -------- | ----------------- | ----------------- | ------------- | ------------- | ----------------- | ----------------- | ------------- | ------------- | -------------------- | -------------------- | ---- |
| Männer        |                  |          |          |                   |                   |               |               |                   |                   |               |               |                      |                      |      |
| Miguel Vieira | Klasse bis 66 kg | H. Boto  | 0:100    | ausgeschieden     | ausgeschieden     | ausgeschieden | ausgeschieden | ausgeschieden     | ausgeschieden     | ausgeschieden | ausgeschieden | ausgeschieden        | ausgeschieden        | 10   |

### Leichtathletik
Laufen
| Athleten                        | Wettbewerb   | Vorlauf     | Vorlauf | Halbfinale | Halbfinale    | Finale        | Finale        | Rang |
| Athleten                        | Wettbewerb   | Zeit        | Rang    | Zeit       | Rang          | Zeit          | Rang          | Rang |
| ------------------------------- | ------------ | ----------- | ------- | ---------- | ------------- | ------------- | ------------- | ---- |
| Männer                          |              |             |         |            |               |               |               |      |
| Helder Mestre                   | 100 m T51    | —           | —       | —          | —             | 24,35 s       | 7             | 7    |
| Mario Trindade                  | 100 m T52    | 17,94 s     | 2       | —          | —             | 18,19 s       | 6             | 6    |
| Luis Goncalves                  | 200 m T12    | 22,83 s     | 2       | 22,98 s    | 4             | ausgeschieden | ausgeschieden | 7    |
| Luis Goncalves                  | 400 m T12    | 49,60 s     | 2       | 49,92 s    | 1             | 49,54 s       | 3             |      |
| Helder Mestre                   | 400 m T51    | —           | —       | —          | —             | 1:30,82 min   | 7             | 7    |
| Mario Trindade                  | 400 m T52    | 1:02,51 min | 3       | —          | —             | 1:05,35 min   | 8             | 8    |
| Nuno Alves Guide: Ricardo Abreu | 1500 m T11   | 4:36,32 min | 5       | —          | —             | ausgeschieden | ausgeschieden | 9    |
| Cristiano Pereira               | 1500 m T20   | —           | —       | —          | —             | 3:59,92 min   | 7             | 7    |
| Nuno Alves                      | 5000 m T11   | —           | —       | —          | —             | 17:03,64 min  | 8             | 8    |
| Gabriel Macchi                  | Marathon T12 | —           | —       | —          | —             | 2:43:49 h     | 6             | 6    |
| Jorge Pina                      | Marathon T12 | —           | —       | —          | —             | 2:55:47 h     | 7             | 7    |
| Manuel Mendes                   | Marathon T46 | —           | —       | —          | —             | 2:49:57 h     | 3             |      |
| Frauen                          |              |             |         |            |               |               |               |      |
| Carolina Duarte                 | 100 m T13    | 12,53 s     | 3       | —          | —             | 12,48 s       | 6             | 6    |
| Maria Fernandes                 | 100 m T38    | 14,65 s     | 7       | —          | —             | ausgeschieden | ausgeschieden | 14   |
| Carolina Duarte                 | 400 m T13    | —           | —       | —          | —             | 58,52 s       | 7             | 7    |
| Carina Paim                     | 400 m T20    | 1:02,16 min | —       | —          | ausgeschieden | ausgeschieden | 12            |      |
| Maria Fernandes                 | 400 m T38    | —           | —       | —          | —             | 1:08,62 min   | 6             | 6    |
| Maria Fiuza Guide: Rui Chaves   | 1500 m T11   | 5:24,14 min | 5       | —          | —             | ausgeschieden | ausgeschieden | 11   |

Springen und Werfen
| Athleten        | Wettbewerb      | Finale  | Finale | Rang |
| Athleten        | Wettbewerb      | Weite   | Rang   | Rang |
| --------------- | --------------- | ------- | ------ | ---- |
| Männer          |                 |         |        |      |
| Lenine Cunha    | Weitsprung T20  | 6,84 m  | 6      | 6    |
| Miguel Monteiro | Kugelstoßen F40 | 8,89 m  | 5      | 5    |
| Frauen          |                 |         |        |      |
| Erica Gomes     | Weitsprung T20  | 4,67 m  | 7      | 7    |
| Ana Filipe      | Weitsprung T20  | 4,31 m  | 9      | 9    |
| Maria Fernandes | Weitsprung T38  | 4,04 m  | 11     | 11   |
| Ines Fernandes  | Kugelstoßen F20 | 11,69 m | 6      | 6    |

### Radsport

#### Straße
| Athleten    | Wettbewerb           | Zeit         | Rang |
| ----------- | -------------------- | ------------ | ---- |
| Männer      |                      |              |      |
| Telmo Pinao | Einzelzeitfahren C2  | 30:38,04 min | 12   |
| Telmo Pinao | Straßenrennen C1–2–3 | 1:58:55 h    | 22   |
| Luis Costa  | Einzelzeitfahren H5  | 31:06,06 min | 8    |
| Luis Costa  | Straßenrennen H5     | 1:37:56 h    | 8    |

### Reiten
| Athleten               | Wettbewerb(e)            | Punkte/Prozent | Rang |
| ---------------------- | ------------------------ | -------------- | ---- |
| Ana Veiga mit Convicto | Individual Test-Grade Ia | 65,696 %       | 21   |

### Schießen
| Athleten      | Wettbewerb             | Qualifikation   | Qualifikation | Finale          | Finale        | Rang |
| Athleten      | Wettbewerb             | Ringe/ Scheiben | Rang          | Ringe/ Scheiben | Rang          | Rang |
| ------------- | ---------------------- | --------------- | ------------- | --------------- | ------------- | ---- |
| Männer        |                        |                 |               |                 |               |      |
| Adelino Rocha | 10 m Luftpistole SH1   | 549             | 27            | ausgeschieden   | ausgeschieden | 27   |
| Mixed         |                        |                 |               |                 |               |      |
| Adelino Rocha | 25 m Sportpistole SH1  | 520             | 30            | ausgeschieden   | ausgeschieden | 30   |
| Adelino Rocha | 50 m freie Pistole SH1 | 501             | 29            | ausgeschieden   | ausgeschieden | 29   |

### Schwimmen
| Athleten       | Wettbewerb             | Vorlauf     | Vorlauf | Finale        | Finale        | Rang |
| Athleten       | Wettbewerb             | Zeit        | Rang    | Zeit          | Rang          | Rang |
| -------------- | ---------------------- | ----------- | ------- | ------------- | ------------- | ---- |
| Männer         |                        |             |         |               |               |      |
| Nelson Lopes   | 50 m Rücken S4         | 53,51 s     | 9       | ausgeschieden | ausgeschieden | 9    |
| Nelson Lopes   | 200 m Freistil S4      | 3:51,29 min | 11      | ausgeschieden | ausgeschieden | 11   |
| David Carreira | 100 m Schmetterling S8 | 1:07,43 min | 10      | ausgeschieden | ausgeschieden | 10   |
| David Carreira | 50 m Freistil S8       | 29,32 s     | 14      | ausgeschieden | ausgeschieden | 14   |
| David Carreira | 200 m Lagen SM8        | 2:45,23 min | 13      | ausgeschieden | ausgeschieden | 13   |
| David Grachat  | 50 m Freistil S9       | 27,03 s     | 11      | ausgeschieden | ausgeschieden | 11   |
| David Grachat  | 100 m Freistil S9      | 57,90 s     | 9       | ausgeschieden | ausgeschieden | 9    |
| David Grachat  | 400 m Freistil S9      | 4:22,86 min | 4       | 4:27,93 min   | 8             | 8    |
| Frauen         |                        |             |         |               |               |      |
| Joana Calado   | 100 m Brust SB8        | 1:26,52 min | 5       | 1:25,96 min   | 5             | 5    |
| Simone Fragoso | 50 m Schmetterling S5  | 56,23 s     | 12      | ausgeschieden | ausgeschieden | 12   |
| Simone Fragoso | 50 m Freistil S5       | 46,49 s     | 15      | ausgeschieden | ausgeschieden | 15   |
| Simone Fragoso | 200 m Lagen SM5        | 4:26,08 min | 11      | ausgeschieden | ausgeschieden | 11   |